# Frisch Auf Göppingen

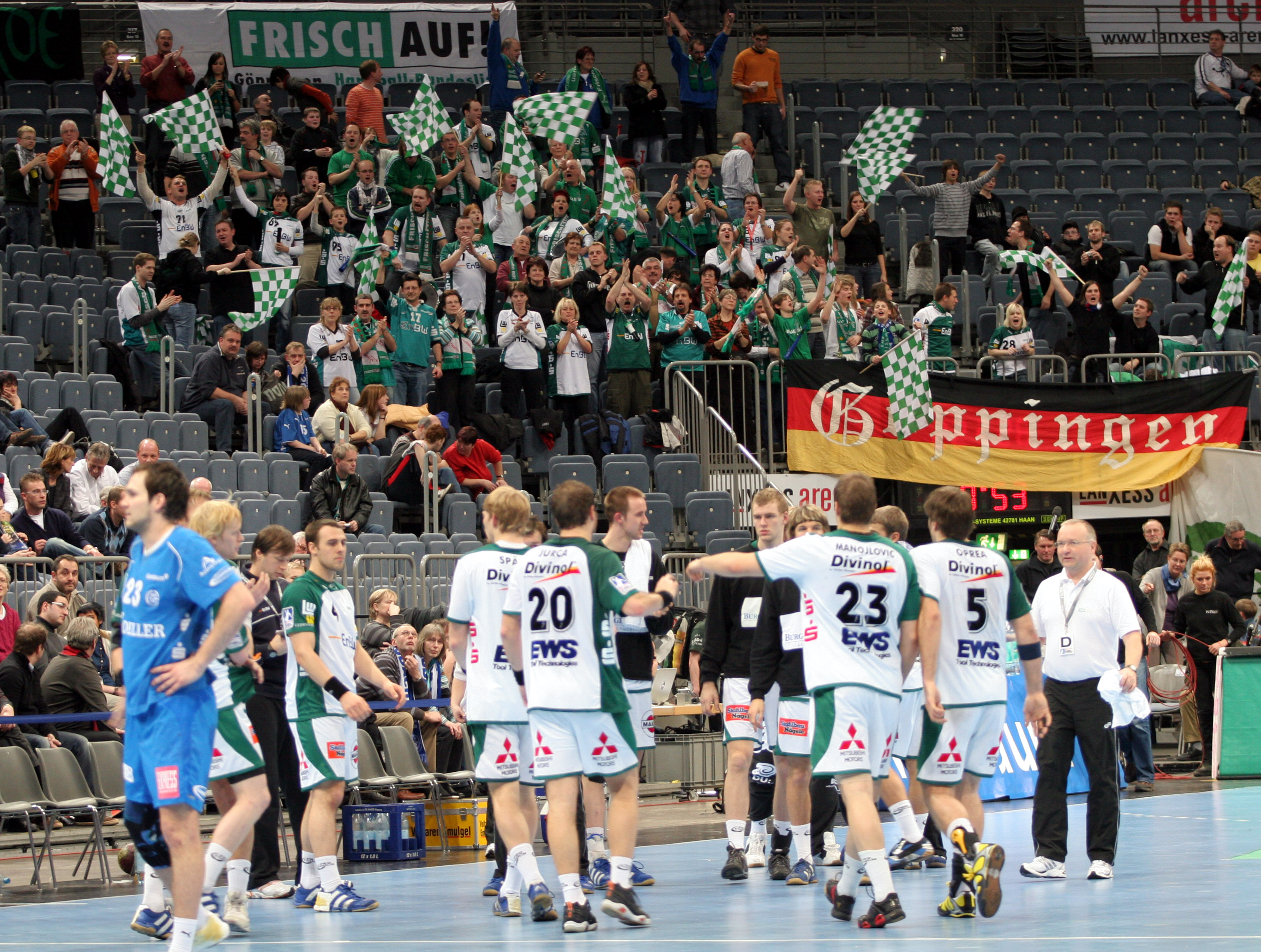

Frisch Auf Göppingen – niemiecki klub piłki ręcznej mężczyzn i kobiet z siedzibą w Göppingen. Sekcja mężczyzn została założona w 1896 roku, a kobiet – w 1923 roku. Oba zespoły występują w najwyższej lidze niemieckiej.

## Mężczyźni

### Osiągnięcia
Puchar EHF:
- (2011, 2012, 2016)
- (2006)

Mistrzostwa Niemiec:
- 9 razy: (1954, 1955, 1958, 1959, 1960, 1961, 1965, 1970, 1972)
- 1 raz: (1973)

Liga Mistrzów:
- 2 razy: (1960, 1962)

### Zawodnicy

#### Polacy w klubie
| Imię i nazwisko      | Lata gry  |
| -------------------- | --------- |
| Jerzy Klempel        | 1982-1991 |
| Maciej Dmytruszyński | 2006-2007 |
| Adam Weiner          | 2008-2011 |

#### Kadra w sezonie2013/14
| Numer | Imię i nazwisko    | Pozycja               |
| ----- | ------------------ | --------------------- |
| 2     | Michael Kraus      | środkowy rozgrywający |
| 4     | Tim Kneule         | obrotowy              |
| 5     | Dragoș Oprea       | lewoskrzydłowy        |
| 6     | Jona Schoch        | środkowy rozgrywający |
| 7     | Christian Schöne   | prawoskrzydłowy       |
| 9     | Manuel Späth       | obrotowy              |
| 11    | Bojan Beljanski    | obrotowy              |
| 12    | Felix Lobedank     | prawy rozgrywający    |
| 13    | Mitar Markez       | prawoskrzydłowy       |
| 14    | Jewgienij Pewnow   | obrotowy              |
| 16    | Primož Prošt       | bramkarz              |
| 17    | Daniel Fontaine    | lewy rozgrywający     |
| 21    | Nikola Marinović   | bramkarz              |
| 22    | Momir Rnić         | lewy rozgrywający     |
| 23    | Bastian Rutschmann | bramkarz              |
| 24    | Marcel Schiller    | lewoskrzydłowy        |
| 26    | Daniel Rebmann     | Bramkarz              |
| 77    | Žarko Marković     | prawy rozgrywający    |

#### Kadra w sezonie2014/15
| Numer | Imię i nazwisko  | Pozycja               |
| ----- | ---------------- | --------------------- |
| 2     | Michael Kraus    | środkowy rozgrywający |
| 4     | Tim Kneule       | środkowy rozgrywający |
| 5     | Dragoș Oprea     | lewoskrzydłowy        |
| 6     | Jona Schoch      | środkowy rozgrywający |
| 7     | Christian Schöne | prawoskrzydłowy       |
| 9     | Manuel Späth     | obrotowy              |
| 10    | Kevynn Nyokas    | prawy rozgrywający    |
| 11    | Bojan Beljanski  | obrotowy              |
| 12    | Felix Lobedank   | prawy rozgrywający    |
| 14    | Jewgienij Pewnow | obrotowy              |
| 15    | Žarko Šešum      | lewy rozgrywający     |
| 16    | Primož Prošt     | bramkarz              |
| 17    | Daniel Fontaine  | lewy rozgrywający     |
| 21    | Nikola Marinović | bramkarz              |
| 24    | Marcel Schiller  | lewoskrzydłowy        |
| 26    | Daniel Rebmann   | Bramkarz              |
| 30    | Anton Halén      | prawy rozgrywający    |

## Kobiety
Sekcja kobiet nie przyniosła większych sukcesów na poziomie narodowym i międzynarodowym.